# تيسا سايمور
تيسا سايمور (بالإنجليزية: Tessa Seymour)‏ هي عازفة تشيلو أمريكية، ولدت في 9 يونيو 1993 في بيركيلي في الولايات المتحدة.